# گرانا (آلمان)
گرانا (به آلمانی: Grana) یک منطقهٔ مسکونی در آلمان است که در کرتسشاو  واقع شده‌است. گرانا ۷۵۵ نفر جمعیت دارد.